# Alex Bogdanović
Aleksa "Alex" Bogdanović (srbsky: Aлeкca Бoгдaнoвић; narozený 22. května 1984, Bělehrad, Jugoslávie, dnes Srbsko), známý pod přezdívkami Boggo či A-Bog, je britský profesionální tenista srbského původu hrající levou rukou. Do Velké Británie odešel s rodiči Dušanem a Amelií ve věku sedmi let. Dosud nevyhrál žádný turnaj ATP.
V roce 2003 debutoval v britském daviscupovém týmu v zápase s Austrálií, když prohrál s Lleytonem Hewittem a zvítězil nad Toddem Woodbridgem. Celková statistika, stejně jako zápis ve dvouhře je na zápasy 1–7.